# Nick Venema
Nick Venema (Austerlitz, 9 de abril de 1999) es un futbolista neerlandés que juega en la demarcación de delantero para el F. C. Dordrecht del Eerste Divisie.

## Biografía
Tras empezar a formarse como futbolista con las filas inferiores del F. C. Utrecht, finalmente en 2016 ascendió al segundo equipo. Hizo su debut el 5 de agosto de 2016 contra el NAC Breda. En 2017 subió al primer equipo, haciendo su debut el 12 de febrero de 2017 contra el PSV Eindhoven en la Eredivisie tras sustituir a Richairo Živković. Tras dos años jugando tanto con el filial como con el primer equipo, el 28 de agosto de 2019 fue cedido al Almere City una temporada. Un año después volvió ser prestado, marchándose una temporada al NAC Breda. Tras esta regresó a Utrecht, donde estuvo medio año antes de salir nuevamente cedido, esta vez al VVV-Venlo. En este equipo se acabó quedando una vez finalizó la cesión después de firmar un contrato por tres años. Finalmente permaneció dieciocho meses, en los que anotó 21 goles, y en agosto de 2023 fue traspasado al Valenciennes F. C. En Francia permaneció dos años y para la temporada 2025-26 volvió a los Países Bajos para jugar en el F. C. Dordrecht.

## Clubes
| Club                 | País         | Año       | Partidos | Goles |
| -------------------- | ------------ | --------- | -------- | ----- |
| Jong F. C. Utrecht   | Países Bajos | 2016-2019 | 58       | 35    |
| F. C. Utrecht        | Países Bajos | 2017-2019 | 28       | 7     |
| Almere City (cedido) | Países Bajos | 2019-2020 | 25       | 6     |
| NAC Breda (cedido)   | Países Bajos | 2020-2021 | 32       | 5     |
| Jong F. C. Utrecht   | Países Bajos | 2021      | 19       | 8     |
| VVV-Venlo            | Países Bajos | 2022-2023 | 58       | 21    |
| Valenciennes F. C.   | Francia      | 2023-2025 | 47       | 3     |
| F. C. Dordrecht      | Países Bajos | 2025-     |          |       |